# مجلس العقيدة الإسلامية
مجلس العقيدة الإسلامية (بالأردوية: اِسلامی نظریاتی کونسل)‏ هو هيئة دستورية في باكستان، مسؤولة عن تقديم المشورة القانونية في القضايا الإسلامية للحكومة والبرلمان. تأسس عام 1962 في ظل حكومة أيوب خان.

## المهام
يتولى المجلس المهام التالية:
1. اقتراح القوانين المطابقة للقرآن والسنة للبرلمان ومجالس المحافظات .
2. إسداء المشورة للبرلمان أو حكومة باكستان أو رئيس باكستان أو الحاكم بشأن أي مسألة تُحال إلى المجلس بشأن ما إذا كان القانون المقترح يعارض أو لا يأمر بالإسلام.
3. تقديم توصيات لمواءمة القوانين الحالية مع أحكام الشريعة الإسلامية.
4. توجيه البرلمان والمجالس الإقليمية.

ومع ذلك يمكن للحكومة إصدار قانون قبل تقديم المشورة من قبل المجلس. كما أن المجلس مسؤول عن تقديم تقرير مؤقت سنوي يُناقش في البرلمان ومجالس المحافظات في غضون ستة أشهر من استلامه.

## أشهر القضايا
- في عام 2016 حكم المجلس بأن اختبار الحمض النووي لا يمكن استخدامه كدليل أساسي في حالات الاغتصاب، ولكن يمكن استخدامه كدليل إضافي.[1][4]
- أعلن المجلس أن الاستنساخ البشري وجراحة تغيير الجنس غير قانونية في الإسلام، في حين أجاز الولادة الأنبوبية في ظروف معينة.[5]
- القانون الحالي يتطلب «موافقة خطية» من الزوجة الأولى إذا كان الرجل يريد الزواج الثاني، يرى المجلس أن هذا القانون يتعارض مع المبادئ الإسلامية ويجب إلغاؤها.[6][7]
- في مراجعة لقوانين الزواج في مارس 2014 أعلن أنها غير إسلامية.[8]
- حكم المجلس في 21 يناير 2015 أن الطلاق الثلاثي بلفظ واحد ضد سنة النبي، وطلب من الحكومة أن تجعل هذا الفعل يُعاقب عليه.[9]